# Видерберг, Генриетта
Генриетта Видерберг (швед. Henriette Widerberg; 3 сентября 1796 — 3 апреля 1872) — шведская оперная певица (сопрано) и мемуаристка, член Королевской оперы.

## Биография
Генриетта Видерберг родилась в семье актёра Андреаса Видерберга и актрисы Анны Катарины Видерберг.
В 1807 г. Генриетта начала посещать Dramatens elevskola, став подопечной Софии Ловисы Гро и обучавшейся по французской театральной традиции, введённой Анн Мари Дегийон. В 1810—1817 гг. она выступала в театре Исаака де Броена Djurgårdsteatern, а затем в передвижном театре Юхана Антона Линдквиста, дававшем представления в Comediehuset в Гётеборге. Она получила хорошие отзывы и стала популярной певицей.
В 1817 г. состоялся дебют Генриетты в Королевской опере в роли Лауры в опере комик Léon ou Le Château de Monténéro Николя Далейрака. Её выступление имело успех, и когда оперная певица Жанет Весселиус оставила театр, то взяла её роли и стала примой шведской оперы в течение двух десятилетий.
Вначале Генриетта исполняла роли в лёгких опереттах, пока её партия Юлии в «Весталках» не подтвердила её возможность играть более серьёзные роли. Ей доверили роли Памины в «Волшебной флейте», донны Анны в «Доне Жуане», Сюзанны в «Свадьбе Фигаро» и др. В 1832 г. она сыграла партию Леоноры в шведской премьере оперы Бетховена «Фиделио». Её самой известной ролью была принцесса Амазали в Ferdinand Cortez Спонтини в 1826 г. В 1833 г. в роли Церлины в «опере Фра-Диаволо» Обера она стала первой шведской актрисой, участвовавшей в весьма спорной сцене раздевания. В 1837 г. её назначили придворной певицей. Её жалованье в 1600 риксдалеров соответствовало её значимости: минимальное жалованье певиц и актрис составляло 200 риксдалеров, и только один актёр-мужчина получал большее жалованье в 1800 риксдалеров.
После сезона 1836—1837 гг. Генриетту Видерберг отстранили от выступлений в Королевской опере: она всё чаще отказывалась играть роли, которые ей не нравились, или отменяла концерты. Такие поступки за ней водились и ранее, но в 1835 г. руководство оперы пошло на открытый конфликт. Хотя поклонники Генриетты и требовали её возвращения на сцену, руководство оперы не смогло договориться с актрисой. В итоге она несколько лет участвовала в представлениях в качестве приглашённой артистки до 1840 г. Последнее её выступление состоялось в июне 1840 г., после чего контракт с ней не продлили. Поиски работы в Германии успеха не имели.
В 1842—1844 г. Генриетта выступала в Mindre teatern так же блестяще, как ранее в Королевской опере, но её жизнь теперь осложнялась финансовыми проблемами и большими долгами, и в итоге ей пришлось жить со спивающимся братом Фредриком Видербергом и зарабатывать на жизнь продажей мыла. В 1850—1851 гг. она написала книгу мемуаров, став тем самым первой шведкой, чьи воспоминания были опубликованы при жизни. В 1859 гг. Королевская опера немного увеличила ей пенсию, но Генриетта Видерберг умерла в нищете.

## Личная жизнь
Генриетта Видерберг замуж никогда не выходила, но была известна своими многочисленными любовными связями. Она была доброй, остроумной, не жадной, не высокомерной и не имела привычки распускать слухи. Среди её любовников числились британский дипломат Чарлз Мэннерс Сент-Джордж, граф Аксель Мауриц Пипер, шведский государственный деятель Магнус Браге, австрийский дипломат Эдуард фон Война, барон Клаес Ханс Роламб и Карл Мандерстрём. Генриетта стала матерью для двух сыновей и трёх дочерей, среди которых были Юлия Лидберг и Георгина Видерберг.